# Stenocrobylus cervinus
Stenocrobylus cervinus är en insektsart som beskrevs av Gerstaecker 1869. Stenocrobylus cervinus ingår i släktet Stenocrobylus och familjen gräshoppor. Inga underarter finns listade i Catalogue of Life.